# الغارب (أسلم)

تعديل مصدري - تعديل

الغارب هي إحدى قرى عزلة أسلم الشام بمديرية أسلم التابعة لمحافظة حجة، بلغ تعداد سكانها 107 نسمة حسب تعداد اليمن لعام 2004.